# 禾叶报春
禾叶报春（学名：Primula graminifolia）为报春花科报春花属下的一个种。

## 扩展阅读
- 維基物種上的相關：禾叶报春